# Токсикология
Токсикологията е приложна биохимична наука за отровите и тяхното въздействие върху живите организми. Тя има три основни дяла: обща, специална и клинична.

## Обща токсикология
Общата токсикология изучава:
- произхода и класификацията на отровите
- общите физични, химични, и биологични свойства на отровите
- разпространението на отровите в околната среда и тяхното значение за живите същества
- пътищата за проникване на отровите в организма
- общите механизми за възникване и протичане на отравянията
- реактивността на организмите към различните видове отрови
- общите мерки за безопасност, при работа с отрови

### Специална токсикология
Специалната токсикология изучава:
- специфичните особености на всяка отделна група отрови
- специалните мерки за безопасност при работа с различните видове отрови
- начините за опазване на околната среда от различните видове отрови
- мерките за защита на населението и народното стопанство, при масово освобождаване на отрови в околната среда

### Клинична токсикология
Клиничната токсикология е дял от медицината, който изучава:
- състава и свойствата на отровните за човека вещества
- механизмите за възникване и протичане на отравянията при човека
- клиничните и патологоанатомичните признаци на различните отравяния
- антидотите
- начините за лечение на отравянията
- начините за предпазване на човека от отравяния